# 山田尚勇
山田 尚勇（やまだ ひさお、1930年 - 2008年5月21日）は、日本の情報処理学者、東京大学名誉教授。東京府出身、日本統治下の台湾育ち。
米国ペンシルベニア大学電気工学部準教授、東京大学理学部教授、学術情報センター副所長（現・国立情報学研究所）などを務めた。キーボードの無連想式漢字直接入力（T-Code）の発案者として知られる。

## 経歴・人物
1945年(昭和20年）8月、日本統治下の台湾の台北で敗戦を迎えた。昭和21年春、長野県東筑摩郡中山村（現松本市大字中山）に引揚げ、旧制松本二中4年に転入。昭和22年3月旧制松本二中21回・4年修了。4月旧制松本高校に入学。昭和25年4月旧制東京大学工学部電気科に入学。昭和28年フルブライト奨学生として渡米し、ペンシルベニア大学に留学した。奨学生の願書作成には松本二中英語教師三浦重雄に相談して出願。英語は高校、大学での勉強だけで英会話教室には通っていなかったが、彼は幼少の頃から中国語を耳にしており、中学時代には手作りのラジオで当時国禁であった英語放送を傍受していた。博士号取得後コンピューターの研究所に勤務し、ペンシルベニア大学で講義をした。彼の会話は流暢で日本人離れしていて「日系2世か」と聞かれたほどだった。
ISOの仕事で何回か海外出張をしたが、2000年（平成12年）ドイツ出張後の疲労がひどく、検査の結果肺がんが見つかり東大付属病院で右肺下葉を切除した。2005年（平成17年）には余命1年半の余命宣告を受けたが、旧制松本高校同窓会に出席し、11月10日に開催された旧制中学の同窓会にも出席している。
2008年肺がんのため死去、77歳。

### 略年譜
- 1947年（昭和22年） 旧制松本第二中学（現長野県松本県ヶ丘高等学校卒業）[4]
- 1950年（昭和25年） 3月 旧制松本高等学校理科乙類卒業
- 1953年（昭和28年） 3月 東京大学工学部電気工学科卒業
- 1956年（昭和31年） 6月 ペンシルベニア大学電気工学部修士
- 1960年（昭和35年） 5月 同大学電気工学部博士
- 1960年（昭和35年）6月～1962年（昭和37年）9月 米国ゼネラルダイナミクス社研究員
- 1961年（昭和36年）9月～1962年（昭和37年）5月 米国ロチェスタ大学応用数学科非常勤講師
- 1962年（昭和37年）9月～1966年（昭和41年）8月 米国IBMワトソン中央研究所研究員
- 1966年（昭和41年）7月～1972年（昭和47年）5月 米国ペンシルベニア大学電気工学部準教授
- 1972年（昭和47年）6月～1991年（平成3年）3月 東京大学理学部教授
- 1988年（昭和63年）4月 学術情報センター研究開発部長（現・国立情報学研究所）
- 1991年（平成3年）5月 東京大学理学部名誉教授
- 1994年（平成6年）4月 学術情報センター副所長（現・国立情報学研究所）
- 1996年（平成8年）5月 学術情報センター名誉教授（現・国立情報学研究所）
- 1996年（平成8年）4月～2001年（平成13年）3月 中京大学情報科学部教授
- 2001年（平成13年）度 中京大学情報科学部非常勤講師

## 著書
- 『コンピュータと人間の共生―コンピュータによる障害者支援の展望』 情報科学国際交流財団 編/共著、コロナ社、1994年、ISBN 9784339023183
- 『漢字民族の決断―漢字の未来に向けて』 共著、大修館書店、1987年、ISBN 9784469220490
- 『コンピュータ科学者がみた日本語の表記と入力 脳と色彩の基礎科学』 岡留 剛 監修、くろしお出版、2013年、ISBN 9784874245750
- 『コンピュータ科学者がみた日本語の表記と入力2 文字入力とテクノロジー』岡留 剛 監修、くろしお出版、2014年、ISBN 9784874246290

## 論文
- 「技術革新と日本語のゆくえ ヒューマン・インタフェースの視点から」、東京大学理学部紀要、1986年10号、p.115
- 「コミュニケーションツールとしてのドキュメントの重要性 アメリカでの体験を通して」、東京大学理学部紀要、1986年12号、p.47